# 対数スケール

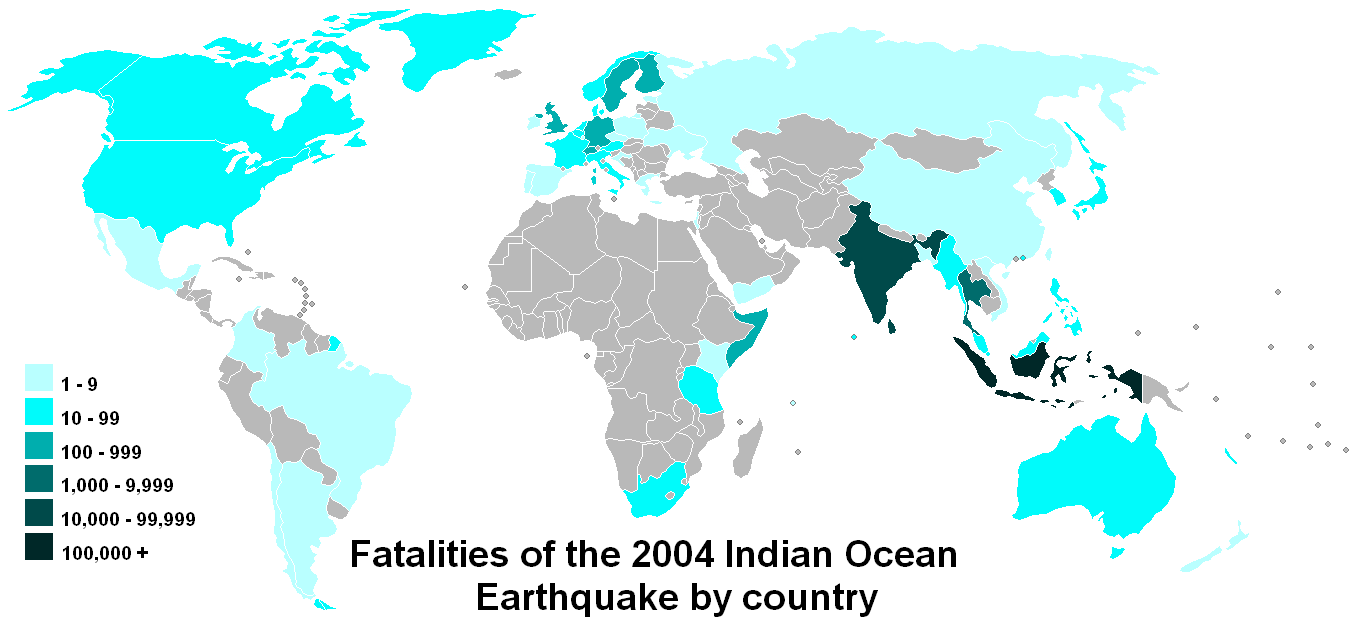
この地図のように、対数スケールを使用すると、広い範囲の値を簡単に比較できる。

対数スケール（たいすうスケール、英語: logarithmic scale）またはログスケール、対数目盛（たいすうめもり）とは、ある量について、広い範囲の正の値について表す場合に使用される、非線形のスケールである。一般的な用途には、地震の強さ（マグニチュード）、音の大きさ（音圧）、光の強度（光度）、溶液の液性（水素イオン指数(pH)）などがある。
標準の線形スケールとは異なり、値の桁数に基づいているため、対数スケール上で各等距離につけたマークで表される値は、前のマークの値に定数を掛けた値となる。
計算尺に刻まれた目盛りは対数スケールであり、スケール上の長さを加算・減算することにより、数値を乗算・除算することができる。

計算尺の2つの対数スケール

## 一般的な用法

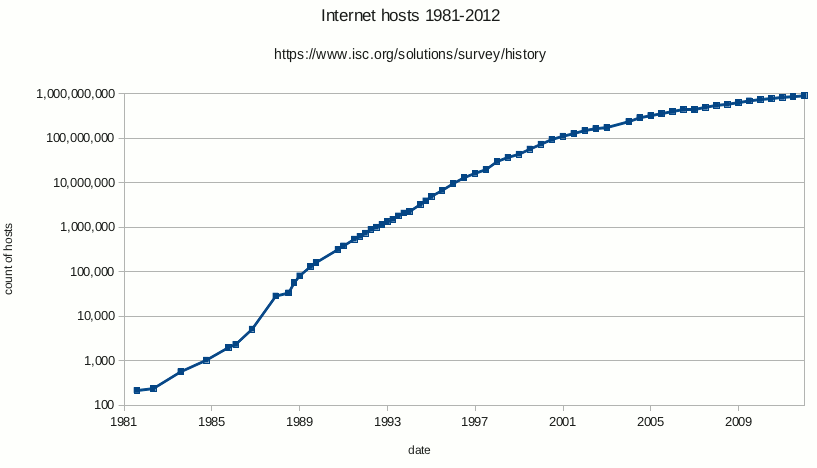
グラフにおける対数スケール

以下に、一般的に使用される対数スケールの例を示す。
量が多いほど値が大きくなるもの
- 地震の強さを示すマグニチュード
- 音圧レベル。単位デシベルで表される。
- 電圧比や電流比。単位ネーパで表される。
- 周波数比。音楽理論においては音程といい、セント、半音、全音、オクターヴで表される。
- 統計学や確率論でオッズを表すのに用いられるロジット。
- 地球近傍天体の地球衝突の危険性を表すパレルモスケール
- 対数年表（英語版）
- カメラのレンズの絞りを表すF値。
- 熱力学におけるエントロピー
- 情報理論における情報量

量が少ないほど値が大きくなるもの
- 溶液の液性（水素イオン濃度）
- 天体の明るさ（等級）
- 粉粒体の粒子の大きさ（粒径）
- 吸光度

人の感覚の一部は対数的に作用し、心理的な感覚量は入力量の対数スケールに比例する（ヴェーバー‐フェヒナーの法則）。特に、人の聴覚は、周波数比が等しい音を等間隔の音程の音として知覚する。 さらに、孤立した部族の幼児に対する研究で、対数スケールが一部の文化で最も自然な数字の表し方であることが示されている。

## グラフ表現

様々なスケールに同じ数式をプロットしたもの。Linearが線形スケール、Lgが対数スケール。プロットされたグラフは、y = 10^{ x}（赤）、y = x（緑）、y = log_{e}(x)（青）。

左上のグラフはx軸、y軸ともに線形であり、y軸の範囲は0〜10である。左下のグラフのy軸には10を底とする対数スケールが使用され、y軸の範囲は0.1〜 1,000である。右上のグラフはx軸のみに対数スケールを使用し、右下のグラフはx軸とy軸の両方に対数スケールを使用している。
データが次のような場合には、対数スケールで表示すると便利である。
- 実際の値ではなく値の対数を使用すると、範囲がより管理しやすいサイズに縮小されるため、広い範囲の値を表示できる。
- 指数関数や冪乗則を含んだデータを直線で表すことができる。

計算尺には対数スケールがあり、ノモグラム（計算図表）には対数スケールがよく使用される。2つの数値の幾何平均は、対数スケールでは2つの数値の中間として表される。コンピュータグラフィックスが出現する前は、対数スケールを表すための対数グラフ用紙が一般的に使用されていた。

対数を含んだ方程式を両対数グラフにプロットしたもの

グラフの垂直軸と水平軸の両方が対数スケールになっているものを両対数グラフ、どちらか片方のみが対数スケールになっているものを片対数グラフという。

## 対数スケールの単位
対数スケールで数量（物理量または数学的な量）を表現するために使用できる単位がいくつか存在する。このような単位は、数量と基準数量との比率の対数に比例する。単位の違いは、基準数量と使用する対数の底によるものである。

### 例
対数スケールの単位には、データ量（ビット、バイト）、情報量（ナット、シャノン）、信号レベル（デシベル、ネーパ）の単位が含まれる。対数周波数の量は、周波数比（ディケード）や音楽の音程（オクターヴ、半音、セントなど）で使用される。その他の他の対数スケールの単位には、マグニチュードなどがある。

### データ量の単位
- ビット
- バイト

### 情報量の単位
- ハートレー
- ナット
- シャノン

### レベル差の単位
- デシベル
- ネーパ

### 周波数比の単位
- ディケード、サードオクターヴ（英語版）、サヴァール（英語版）
- オクターヴ、全音、半音、セント

### 例の表
| 単位     | 底               | 基準量                               | 解釈                 |
| -------- | ---------------- | ------------------------------------ | -------------------- |
| ビット   | 2                | 可能な状態の数                       | データ量             |
| バイト   | 28 = 256         | 可能な状態の数                       | データ量             |
| デシベル | 10(1/10) ≈ 1.259 | 任意の工率量（音響パワーなど）       | 音響パワーレベルなど |
| デシベル | 10(1/20) ≈ 1.122 | 任意の対数工率平方根の量（音圧など） | 音圧レベルなど       |
| 半音     | 2(1/12) ≈ 1.059  | 音の周波数                           | 音程の間隔           |